# Ка Серафин Овест (Венеција)
Ка Серафин Овест (итал. Ca' Serafin Ovest) је насеље у Италији у округу Венеција, региону Венето.
Према процени из 2011. у насељу је живело 116 становника. Насеље се налази на надморској висини од 0 м.